# 사오정

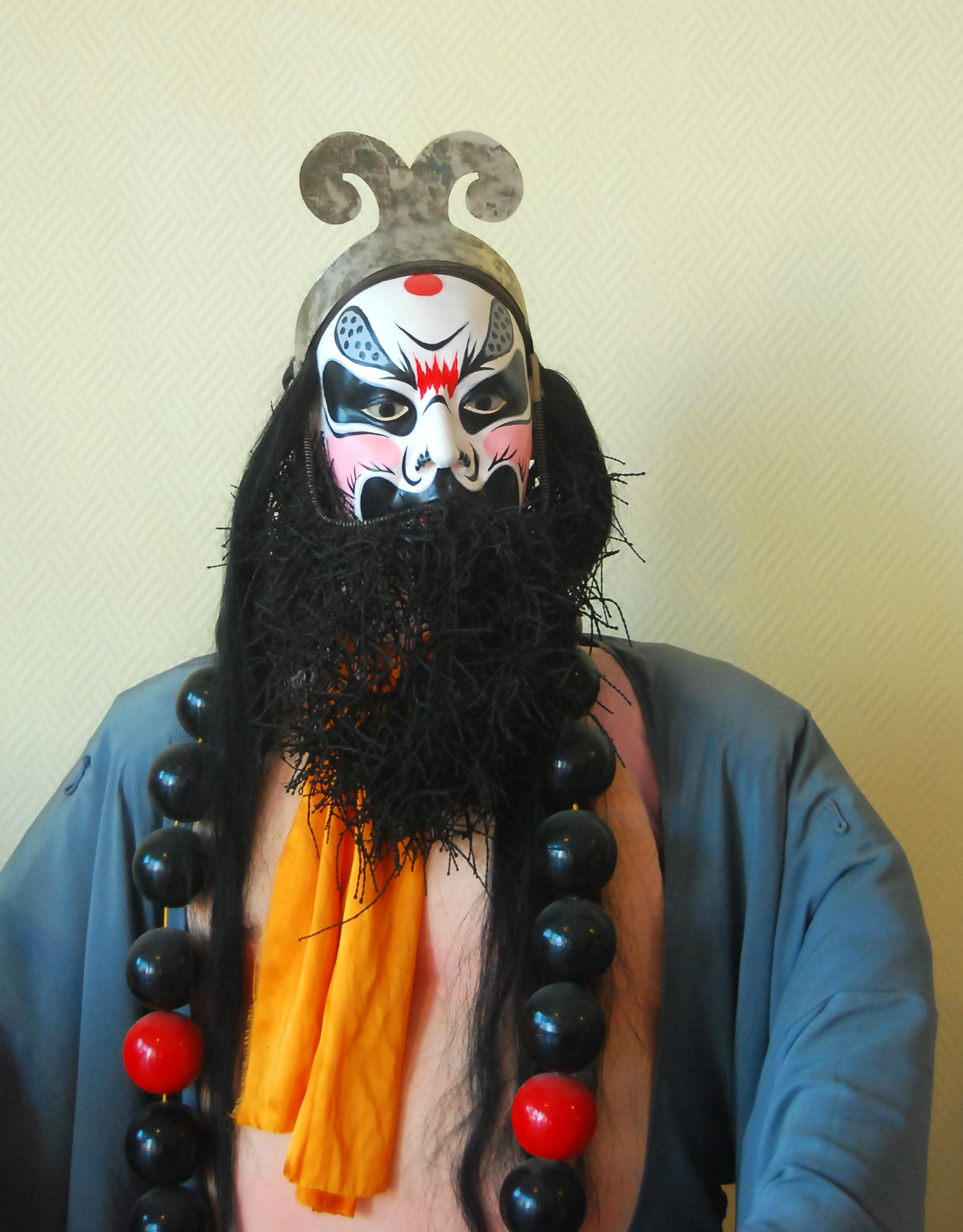
사오정

사오정(沙悟淨, Sha Wujing)은 중국의 4대 기서 가운데 하나인 《서유기》의 등장인물로, 그 외모가 하천의 괴수 형태를 지니고 있었는데 손오공조차 사오정을 처음에 요괴로 착각해서 공격하는 것을 삼장법사가 말리는 해프닝이 벌어지기도 했다.

## 사오정의 성격과 행위
첫 번째는 천계의 장군시절인데 사오정은 이때 저팔계와 마찬가지로 죄를 짓고 천계에서 쫓겨나 하천 근처에서 살게 되었다.

두 번째는 삼장법사와 함께 불경을 구하러 가는 시기이다. 이 시기에 그는 위로는 삼장법사와 손오공을 충실히 모시는 충성스러운 모습을 보였지만 각각의 개성을 지닌 손오공이나 저팔계와는 달리 조용한 성격을 지녔다.
훗날 삼장법사가 불경을 무사히 구한 이후에 사오정은 그 보상으로 금신나한(金身羅漢)이 된다. 예전 하천에서 계속 살았던 사오정의 습성을 토대로 사오정은 문지기의 특성을 가진 직함을 부여받게 된다.

## 캐릭터
사오정의 캐릭터성은 사오정이 워낙 조용한 캐릭터였으므로 서유기를 누가 만드느냐에 따라 그 외모가 천지차이가 되었다. 성성이, 물고기인간, 거북인간, 산적처럼 생긴 사람 등 사오정의 외모는 다양했다. 일본에서 만든 서유기에서는 사오정이 하천 근처에서 살고 있다는 것에 착안하여 거의 대부분 일본 고유의 가공생물인 갓파의 형상을 하고 있다. 그러나 허영만은 자신의 만화 날아라 슈퍼보드에서는 이렇게 조용한 성격의 사오정을 오히려 굉장히 개성이 강한 캐릭터로 변모시켜 폭발적인 인기를 끌게 만들기도 했다. 고우영 화백은 만화《서유기》에서 사오정을 하늘나라에서 음주소동을 일으켜 쫓겨난 경력 때문에 발음이 나쁜 제자로 묘사했는데, 손오공이 지혜와 무예로 삼장법사를 보호했다면, 사오정은 조용히 말을 끄는 성실함으로 삼장법사를 충직하게 섬긴다.

## 사오정 시리즈
허영만화백의 날아라 슈퍼보드에서 사오정은 거적때기를 걸치고 허름한 외모를 가진 보라색 괴물로 나온다. 가는 귀를 먹어서(정확히는 머릿살의 주름에 귀가 파묻혀있다.) 주름을 걷고 귀에 대고 이야기를 하지 않으면 사오정은 전혀 엉뚱하게 알아듣는 캐릭터를 가지고 있었다. 그런데 이렇게 만들어진 캐릭터가 의외로 큰 인기를 끌자 이를 패러디한 사오정 시리즈가 등장하게 되었다. 사오정시리즈의 내용은 날아라 슈퍼보드에 나오는 사오정의 캐릭터와 같이 하는 말을 전혀 엉뚱하게 받아들여서 생기는 해프닝을 주 소재로 하고 있다.
실제 허영만 화백 역시 사오정 시리즈의 파급효과를 인식하자 날아라 슈퍼보드에서 사오정만의 특별 버전을 만들기도 했는데 여기서는 사오정과 외모가 완전히 똑같은 생물들이 사는 사오정의 마을이 나온다.
1. ↑  보물잔을 깬 죄